# Liste der Lieder von Joni Mitchell

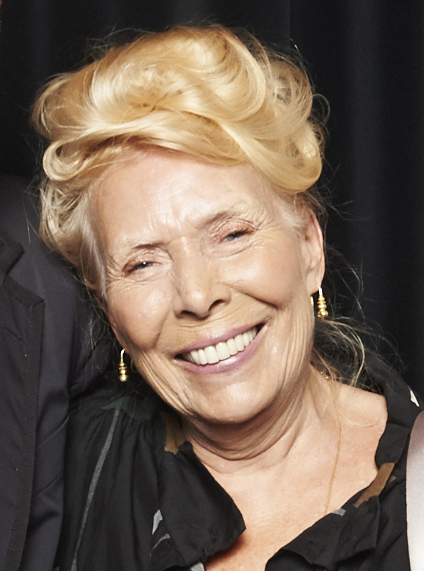
Joni Mitchell (2013)

Die Liste der Lieder von Joni Mitchell ist eine Übersicht der Songs der kanadischen Musikerin, Komponistin und Malerin Joni Mitchell, die zu den bedeutendsten Singer-Songwritern der 1970er Jahre zählt.

## Hintergrund
Joni Mitchell ist seit Anfang der 1960er Jahre als Musikerin aktiv. An Halloween 1962 hatte sie ihren ersten bezahlten Auftritt in einem Café in Saskatoon. Erfolgreich wurde sie 1967 mit ihrem Song Both Sides, Now, den sie 1966 inspiriert von einer Passage in Henderson the Rain King, einem Roman von Saul Bellow, geschrieben hatte. Das erstmals von Judy Collins 1967 auf ihrem Album Wildflowers veröffentlichte Lied wurde ein großer Hit. Ihr erstes Album veröffentlichte Joni Mitchell 1968 – produziert von David Crosby – unter dem Titel Joni Mitchell bzw. Song To A Seagull.
Im Laufe ihrer inzwischen mehr als 50-jährigen Musikerkarriere hat Joni Mitchell seit diesen Anfängen bislang 19 Studioalben, 2 Livealben, 11 Kompilationen, 34 Singles/EPs und 5 Videoalben veröffentlicht. Ihre Musik umfasst dabei zahlreiche Genres, wie Folk-, Pop-, Rock- und Jazzmusik. Im Laufe ihres künstlerischen Schaffens gewann sie mehrmals einen Grammy: so 1969 für ihr Album Clouds, 1994 für ihr Album Turbulent Indigo und im Jahr 2000 für das Album Both Sides Now. 1981 wurde sie in die Canadian Music Hall of Fame aufgenommen, 1996 erhielt sie den Polar Music Prize und 1997 wurde sie in die Rock and Roll Hall of Fame aufgenommen. 2002 erhielt sie als eine der herausragenden Künstlerinnen des 20. Jahrhunderts einen Ehren-Grammy für ihr Lebenswerk (Lifetime Achievement Award) und für das Jahr 2022 wurde sie als MusiCares Person of the Year benannt. Der Rolling Stone listet Mitchell auf Rang 62 der 100 größten Musiker, auf Rang 42 der 100 größten Sänger, auf Rang 75 der 100 größten Gitarristen und auf Rang neun der 100 größten Songwriter aller Zeiten. Und AllMusic wertet: „Wenn sich der Staub gelegt hat, könnte Joni Mitchell als die wichtigste und einflussreichste Künstlerin des späten 20. Jahrhunderts gelten.“
Joni Michells kommerziell erfolgreichstes Lied ist Both Sides, Now. Der Song wurde seit seiner Erstveröffentlichung fast 1500 Mal gecovert. In der Zusammenstellung der 500 Greatest Songs of All Time der Musikzeitschrift Rolling Stone aus dem Jahr 2010 ist die Musikerin mit folgenden drei Liedern vertreten:
- Both Sides, Now vom Album Clouds (Platz 171)
- Help Me vom Album Court and Spark (Platz 288)
- Free Man in Paris vom Album Court and Spark (Platz 470)

Zu weiteren erfolgreichen Songs von Mitchell zählen:
- A Case of You vom Album Blue
- Amelia vom Album Hejira
- Big Yellow Taxi vom Album Ladies Of The Canyon
- Blue vom Album Blue
- Coyote vom Album Hejira
- Down To You vom Album Court And Spark
- For Free vom Album Ladies Of The Canyon
- I Had A King vom Album Songs To A Seagull
- In France They Kiss on Main Street vom Album The Hissing of Summer Lawns
- River vom Album Blue
- Sex Kills vom Album Turbulent Indigo
- Song for Sharon vom Album Hejira
- Urge For Going vom Album Hits
- You Turn Me On, I’m a Radio vom Album For the Roses
- Woodstock vom Album Ladies of the Canyon.

## Liste
Die Zusammenstellung listet in alphabetischer Reihenfolge das Lied, den/die Autor(en) des Liedes, den Tonträger auf dem das Lied erstmals veröffentlicht wurde und das Jahr der Erstveröffentlichung. Eine Berücksichtigung von Raubkopien erfolgt nicht.

### #
| Lied      | Autoren     | Album | Jahr |
| --------- | ----------- | ----- | ---- |
| 500 Miles | Traditional | –     | –    |

### A
| Lied                                    | Autoren                                    | Album                                              | Jahr |
| --------------------------------------- | ------------------------------------------ | -------------------------------------------------- | ---- |
| A Bird That Whistles (Corrina, Corrina) | Traditional                                | Chalk Mark In A Rain Storm                         | 1988 |
| A Case Of You                           | Joni Mitchell                              | Blue                                               | 1971 |
| A Chair In The Sky                      | Joni Mitchell / Charles Mingus             | Mingus                                             | 1979 |
| A Midsummer Night's Dream               | Joni Mitchell                              | –                                                  | –    |
| A Strange Boy                           | Joni Mitchell                              | Hejira                                             | 1976 |
| All I Want                              | Joni Mitchell                              | Blue                                               | 1971 |
| Amelia                                  | Joni Mitchell                              | Hejira                                             | 1976 |
| Anathema                                | Traditional                                | Archives – Volume One: The Early Years (1963–1967) | 2020 |
| Answer Me, My Love                      | Carl Sigman / Fred Rauch / Gerhard Winkler | Both Sides Now                                     | 2000 |
| At Last                                 | Harry Warren / Mack Gordon                 | Both Sides Now                                     | 2000 |

### B
| Lied                     | Autoren                     | Album                                              | Jahr |
| ------------------------ | --------------------------- | -------------------------------------------------- | ---- |
| Baby I Don't Care        | Jerry Leiber / Mike Stoller | Wild Things Run Fast                               | 1982 |
| Bad Dreams               | Joni Mitchell               | Shine                                              | 2007 |
| Ballerina Valerie        | Joni Mitchell               | Archives – Volume One: The Early Years (1963–1967) | 2020 |
| Banquet                  | Joni Mitchell               | For The Roses                                      | 1972 |
| Barangrill               | Joni Mitchell               | For The Roses                                      | 1972 |
| Be Cool                  | Joni Mitchell               | Wild Things Run Fast                               | 1982 |
| Big Yellow Taxi          | Joni Mitchell               | Ladies Of The Canyon                               | 1970 |
| Black Crow               | Joni Mitchell               | Hejira                                             | 1976 |
| Blonde In The Bleachers  | Joni Mitchell               | For The Roses                                      | 1972 |
| Blow the Candles Out     | Traditional                 | –                                                  | –    |
| Blue                     | Joni Mitchell               | Blue                                               | 1971 |
| Blue Boy                 | Joni Mitchell               | Ladies Of The Canyon                               | 1970 |
| Blue Motel Room          | Joni Mitchell               | Hejira                                             | 1976 |
| Blue on Blue             | Joni Mitchell               | Archives – Volume One: The Early Years (1963–1967) | 2020 |
| Bonnie Wee Lassie        | Traditional                 | –                                                  | –    |
| Borderline               | Joni Mitchell               | Turbulent Indigo                                   | 1994 |
| Born To Take The Highway | Joni Mitchell               | Archives – Volume One: The Early Years (1963–1967) | 2020 |
| Both Sides, Now          | Joni Mitchell               | Clouds                                             | 1969 |
| Brandy Eyes              | Joni Mitchell               | Archives – Volume One: The Early Years (1963–1967) | 2020 |

### C
| Lied                           | Autoren                                  | Album                                              | Jahr |
| ------------------------------ | ---------------------------------------- | -------------------------------------------------- | ---- |
| Cactus Tree                    | Joni Mitchell                            | Song To A Seagull                                  | 1968 |
| California                     | Joni Mitchell                            | Blue                                               | 1971 |
| Car On A Hill                  | Joni Mitchell                            | Court And Spark                                    | 1974 |
| Cara's Castle                  | Joni Mitchell                            | Archives – Volume One: The Early Years (1963–1967) | 2020 |
| Carey                          | Joni Mitchell                            | Blue                                               | 1971 |
| Carnival In Kenora             | Joni Mitchell                            | Archives – Volume One: The Early Years (1963–1967) | 2020 |
| Chelsea Morning                | Joni Mitchell                            | Clouds                                             | 1969 |
| Cherokee Louise                | Joni Mitchell                            | Night Ride Home                                    | 1991 |
| Chinese Cafe                   | Joni Mitchell                            | Wild Things Run Fast                               | 1982 |
| Coin In The Pocket (Rap)       | Joni Mitchell                            | Mingus                                             | 1979 |
| Cold Blue Steel And Sweet Fire | Joni Mitchell                            | For The Roses                                      | 1972 |
| Come in from the Cold          | Joni Mitchell                            | Night Ride Home                                    | 1991 |
| Come to the Sunshine           | Joni Mitchell                            | Archives – Volume One: The Early Years (1963–1967) | 2020 |
| Comes Love                     | Charles Tobias / Lew Brown / Sammy Stept | Both Sides Now                                     | 2000 |
| Conversation                   | Joni Mitchell                            | Ladies Of The Canyon                               | 1970 |
| Cool Water                     | Bob Nolan                                | Chalk Mark In A Rain Storm                         | 1988 |
| Copper Kettle                  | Albert Frank Beddoe                      | Archives – Volume One: The Early Years (1963–1967) | 2020 |
| Cotton Avenue                  | Joni Mitchell                            | Don Juan's Reckless Daughter                       | 1977 |
| Court And Spark                | Joni Mitchell                            | Court And Spark                                    | 1974 |
| Coyote                         | Joni Mitchell                            | Hejira                                             | 1976 |
| Crow on the Cradle             | Sydney Carter                            | Archives – Volume One: The Early Years (1963–1967) | 2020 |
| Cumberland Mines               | Peggy Seeger / Ewan MacColl              | –                                                  | –    |

### D
| Lied                                | Autoren                               | Album                                              | Jahr |
| ----------------------------------- | ------------------------------------- | -------------------------------------------------- | ---- |
| Daisy Summer Piper                  | Joni Mitchell                         | –                                                  | –    |
| Dancin' Clown                       | Joni Mitchell                         | Chalk Mark In A Rain Storm                         | 1988 |
| Dark as a Dungeon                   | Merle Travis                          | Archives – Volume One: The Early Years (1963–1967) | 2020 |
| Day After Day                       | Joni Mitchell                         | Archives – Volume One: The Early Years (1963–1967) | 2020 |
| Deportee (Plane Wreck at Los Gatos) | Woody Guthrie / Martin Hoffman        | Archives – Volume One: The Early Years (1963–1967) | 2020 |
| Dog Eat Dog                         | Joni Mitchell                         | Dog Eat Dog                                        | 1985 |
| Don Juan's Reckless Daughter        | Joni Mitchell                         | Don Juan's Reckless Daughter                       | 1977 |
| Don's Solo                          | Don Alias                             | Shadows And Light                                  | 1980 |
| Don't Go To Strangers               | Arthur Kent / David Mann / Redd Evans | Both Sides Now                                     | 2000 |
| Don't Interrupt The Sorrow          | Joni Mitchell                         | The Hissing Of Summer Lawns                        | 1975 |
| Don't Worry 'Bout Me                | Rube Bloom / Ted Koehler              | Both Sides Now                                     | 2000 |
| Dona, Dona, Dona                    | Sholom Secunda / Aaron Zeitlin        | –                                                  | –    |
| Down to You                         | Joni Mitchell                         | Court And Spark                                    | 1974 |
| Dr. Junk                            | Joni Mitchell                         | Archives – Volume One: The Early Years (1963–1967) | 2020 |
| Dreamland                           | Joni Mitchell                         | Don Juan's Reckless Daughter                       | 1977 |

### E
| Lied                             | Autoren       | Album                                              | Jahr |
| -------------------------------- | ------------- | -------------------------------------------------- | ---- |
| East Virginia                    | Traditional   | –                                                  | –    |
| Eastern Rain                     | Joni Mitchell | Archives – Volume One: The Early Years (1963–1967) | 2020 |
| Edith and the Kingpin            | Joni Mitchell | The Hissing Of Summer Lawns                        | 1975 |
| Electricity                      | Joni Mitchell | For The Roses                                      | 1972 |
| Ethiopia                         | Joni Mitchell | Dog Eat Dog                                        | 1985 |
| Every Night When The Sun Goes In | Traditional   | Archives – Volume One: The Early Years (1963–1967) | 2020 |

### F
| Lied                         | Autoren       | Album                                              | Jahr |
| ---------------------------- | ------------- | -------------------------------------------------- | ---- |
| Face Lift                    | Joni Mitchell | Taming The Tiger                                   | 1998 |
| Fare Thee Well (Dink's Song) | Traditional   | Archives – Volume One: The Early Years (1963–1967) | 2020 |
| Favorite Colour              | Joni Mitchell | Archives – Volume One: The Early Years (1963–1967) | 2020 |
| Fiction                      | Joni Mitchell | Dog Eat Dog                                        | 1985 |
| For Free                     | Joni Mitchell | Ladies Of The Canyon                               | 1970 |
| For The Roses                | Joni Mitchell | For The Roses                                      | 1972 |
| Free Darling                 | Joni Mitchell | Archives – Volume One: The Early Years (1963–1967) | 2020 |
| Free Man in Paris            | Joni Mitchell | Court And Spark                                    | 1974 |
| Furry Sings The Blues        | Joni Mitchell | Hejira                                             | 1976 |

### G
| Lied                     | Autoren       | Album                                              | Jahr |
| ------------------------ | ------------- | -------------------------------------------------- | ---- |
| Gemini Twin              | Joni Mitchell | Archives – Volume One: The Early Years (1963–1967) | 2020 |
| Go Tell The Drummer Man  | Joni Mitchell | Archives – Volume One: The Early Years (1963–1967) | 2020 |
| God Must Be a Boogie Man | Joni Mitchell | Mingus                                             | 1979 |
| Good Friends             | Joni Mitchell | Dog Eat Dog                                        | 1985 |
| Goodbye Pork Pie Hat     | Joni Mitchell | Mingus                                             | 1979 |

### H
| Lied                         | Autoren                        | Album                                              | Jahr |
| ---------------------------- | ------------------------------ | -------------------------------------------------- | ---- |
| Hana                         | Joni Mitchell                  | Shine                                              | 2007 |
| Harlem In Havana             | Joni Mitchell                  | Taming The Tiger                                   | 1998 |
| Harry's House/Centerpiece    | Joni Mitchell                  | The Hissing Of Summer Lawns                        | 1975 |
| Hejira                       | Joni Mitchell                  | Hejira                                             | 1976 |
| Help Me                      | Joni Mitchell                  | Court And Spark                                    | 1974 |
| Henry Martain                | Traditional                    | –                                                  | –    |
| Here Today and Gone Tomorrow | Joni Mitchell                  | Archives – Volume One: The Early Years (1963–1967) | 2020 |
| House Carpenter              | Traditional                    | –                                                  | –    |
| House of the Rising Sun      | Traditional                    | Archives – Volume One: The Early Years (1963–1967) | 2020 |
| How Do You Stop              | Charlie Midnight / Dan Hartman | Turbulent Indigo                                   | 1994 |
| Hunter                       | Joni Mitchell                  | amchitka                                           | 2009 |

### I
| Lied                               | Autoren                         | Album                       | Jahr |
| ---------------------------------- | ------------------------------- | --------------------------- | ---- |
| I Don't Know Where I Stand         | Joni Mitchell                   | Clouds                      | 1969 |
| I Had A King                       | Joni Mitchell                   | Song To A Seagull           | 1968 |
| I Think I Understand               | Joni Mitchell                   | Clouds                      | 1969 |
| I Wish I Were In Love Again        | Lorenz Hart / Richard Rodgers   | Both Sides Now              | 2000 |
| I Won't Cry                        | Joni Mitchell                   | –                           | –    |
| If                                 | Rudyard Kipling / Joni Mitchell | Shine                       | 2007 |
| If I Had A Heart                   | Joni Mitchell                   | Shine                       | 2007 |
| Impossible Dreamer                 | Joni Mitchell                   | Dog Eat Dog                 | 1985 |
| In France They Kiss on Main Street | Joni Mitchell                   | The Hissing Of Summer Lawns | 1975 |

### J
| Lied                                            | Autoren       | Album                                                | Jahr |
| ----------------------------------------------- | ------------- | ---------------------------------------------------- | ---- |
| Jamaica Farewell                                | Traditional   | –                                                    | –    |
| Jeremy                                          | Joni Mitchell | Archives – Volume One: The Early Years (1963–1967)   | 2020 |
| Jericho                                         | Joni Mitchell | Miles of Aisles                                      | 1974 |
| Jesus                                           | Joni Mitchell | Archives – Volume Two: The Reprise Years (1968–1971) | 2021 |
| John Hardy                                      | Traditional   | Archives – Volume One: The Early Years (1963–1967)   | 2020 |
| Johnny I Hardly Knew You                        | Traditional   | –                                                    | –    |
| Judgement Of The Moon And Stars (Ludwig's Tune) | Joni Mitchell | For The Roses                                        | 1972 |
| Just Like Me                                    | Joni Mitchell | Archives – Volume One: The Early Years (1963–1967)   | 2020 |
| Just Like This Train                            | Joni Mitchell | Court And Spark                                      | 1974 |

### L
| Lied                          | Autoren          | Album                                              | Jahr |
| ----------------------------- | ---------------- | -------------------------------------------------- | ---- |
| Ladies Of The Canyon          | Joni Mitchell    | Ladies Of The Canyon                               | 1970 |
| Ladies' Man                   | Joni Mitchell    | Wild Things Run Fast                               | 1982 |
| Lady Isabelle                 | Traditional      | –                                                  | –    |
| Lakota                        | Joni Mitchell    | Chalk Mark In A Rain Storm                         | 1988 |
| Lass From the Low Country     | John Jacob Niles | –                                                  | –    |
| Last Chance Lost              | Joni Mitchell    | Turbulent Indigo                                   | 1994 |
| Lead Balloon                  | Joni Mitchell    | Taming The Tiger                                   | 1998 |
| Lesson In Survival            | Joni Mitchell    | For The Roses                                      | 1972 |
| Let It Be Me                  | Joni Mitchell    | Archives – Volume One: The Early Years (1963–1967) | 2020 |
| Let The Wind Carry Me         | Joni Mitchell    | For The Roses                                      | 1972 |
| Like the Lonely Swallow       | Joni Mitchell    | Archives – Volume One: The Early Years (1963–1967) | 2020 |
| Like Veils, Said Lorraine     | Joni Mitchell    | –                                                  | –    |
| Little Green                  | Joni Mitchell    | Blue                                               | 1971 |
| Lonesome Travellin‘           | Traditional      | –                                                  | –    |
| Looking Out For Love          | Joni Mitchell    | –                                                  | –    |
| Love                          | Joni Mitchell    | Wild Things Run Fast                               | 1982 |
| Love is Like a Big Brass Band | Joni Mitchell    | –                                                  | –    |
| Love Or Money                 | Joni Mitchell    | Miles Of Ailes                                     | 1974 |
| Love Puts On A New Face       | Joni Mitchell    | Taming The Tiger                                   | 1998 |
| Lucky Girl                    | Joni Mitchell    | Dog Eat Dog                                        | 1985 |

### M
| Lied                                          | Autoren                      | Album                                                | Jahr |
| --------------------------------------------- | ---------------------------- | ---------------------------------------------------- | ---- |
| Maids while you're young never wed an old man | Traditional                  | Archives – Volume One: The Early Years (1963–1967)   | 2020 |
| Man From Mars                                 | Joni Mitchell                | Taming The Tiger                                     | 1998 |
| Man To Man                                    | Joni Mitchell                | Wild Things Run Fast                                 | 1982 |
| Marcie                                        | Joni Mitchell                | Song To A Seagull                                    | 1968 |
| Me and My Uncle                               | John Phillips                | Archives – Volume One: The Early Years (1963–1967)   | 2020 |
| Melody In Your Name                           | Joni Mitchell                | Archives – Volume One: The Early Years (1963–1967)   | 2020 |
| Michael From Mountains                        | Joni Mitchell                | Song To A Seagull                                    | 1968 |
| Midnight Cowboy                               | Joni Mitchell                | Archives – Volume Two: The Reprise Years (1968–1971) | 2021 |
| Molly Malone                                  | Traditional                  | Archives – Volume One: The Early Years (1963–1967)   | 2020 |
| Moon At The Window                            | Joni Mitchell                | Wild Things Run Fast                                 | 1982 |
| Moon In The Mirror                            | Joni Mitchell                | –                                                    | –    |
| Morning Morgantown                            | Joni Mitchell                | Ladies Of The Canyon                                 | 1970 |
| My Best To You                                | Gene Willadsen / Isham Jones | Taming The Tiger                                     | 1998 |
| My Old Man                                    | Joni Mitchell                | Blue                                                 | 1971 |
| My Secret Place                               | Joni Mitchell                | Chalk Mark In A Rain Storm                           | 1988 |

### N
| Lied                | Autoren       | Album                                              | Jahr |
| ------------------- | ------------- | -------------------------------------------------- | ---- |
| Nancy Whiskey       | Traditional   | Archives – Volume One: The Early Years (1963–1967) | 2020 |
| Nathan La Franeer   | Joni Mitchell | Song To A Seagull                                  | 1968 |
| Night In The City   | Joni Mitchell | Song To A Seagull                                  | 1968 |
| Night Of The Iguana | Joni Mitchell | Shine                                              | 2007 |
| Night Ride Home     | Joni Mitchell | Night Ride Home                                    | 1991 |
| No Apologies        | Joni Mitchell | Taming The Tiger                                   | 1998 |
| Not To Blame        | Joni Mitchell | Turbulent Indigo                                   | 1994 |
| Nothing Can Be Done | Joni Mitchell | Night Ride Home                                    | 1991 |
| Number One          | Joni Mitchell | Chalk Mark In A Rain Storm                         | 1988 |

### O
| Lied                 | Autoren       | Album                        | Jahr |
| -------------------- | ------------- | ---------------------------- | ---- |
| Off Night Backstreet | Joni Mitchell | Don Juan's Reckless Daughter | 1977 |
| Old Paint            | Traditional   | –                            | –    |
| One Week Last Summer | Joni Mitchell | Shine                        | 2007 |
| Otis And Marlena     | Joni Mitchell | Don Juan's Reckless Daughter | 1977 |

### P
| Lied                                        | Autoren       | Album                                              | Jahr |
| ------------------------------------------- | ------------- | -------------------------------------------------- | ---- |
| Paprika Plains                              | Joni Mitchell | Don Juan's Reckless Daughter                       | 1977 |
| Passion Play (When All The Slaves Are Free) | Joni Mitchell | Night Ride Home                                    | 1991 |
| Pastures of Plenty                          | Woody Guthrie | Archives – Volume One: The Early Years (1963–1967) | 2020 |
| Pat's Solo                                  | Pat Metheny   | Shadows And Light                                  | 1980 |
| People’s Parties                            | Joni Mitchell | Court And Spark                                    | 1974 |
| Play Little David                           | Joni Mitchell | Archives – Volume One: The Early Years (1963–1967) | 2020 |
| Poor Boy                                    | Traditional   | –                                                  | –    |
| Poor Sad Baby                               | Joni Mitchell | –                                                  | –    |

### R
| Lied                 | Autoren       | Album                | Jahr |
| -------------------- | ------------- | -------------------- | ---- |
| Rainy Night House    | Joni Mitchell | Ladies Of The Canyon | 1970 |
| Raised on Robbery    | Joni Mitchell | Court And Spark      | 1974 |
| Ray's Dad's Cadillac | Joni Mitchell | Night Ride Home      | 1991 |
| Real Good For Free   | Joni Mitchell | Miles Of Ailes       | 1974 |
| Refuge Of The Roads  | Joni Mitchell | Hejira               | 1976 |
| River                | Joni Mitchell | Blue                 | 1971 |
| Roses Blue           | Joni Mitchell | Clouds               | 1969 |

### S
| Lied                          | Autoren                                         | Album                                              | Jahr |
| ----------------------------- | ----------------------------------------------- | -------------------------------------------------- | ---- |
| Sad Winds Blowin‘             | Joni Mitchell                                   | Archives – Volume One: The Early Years (1963–1967) | 2020 |
| Sail Away                     | John Phillips / Dick Weisman                    | Archives – Volume One: The Early Years (1963–1967) | 2020 |
| Same Situation                | Joni Mitchell                                   | Court And Spark                                    | 1974 |
| See You Sometime              | Joni Mitchell                                   | For The Roses                                      | 1972 |
| Seven Daffodils               | Lee Hays / Fran Moseley                         | Archives – Volume One: The Early Years (1963–1967) | 2020 |
| Sex Kills                     | Joni Mitchell                                   | Turbulent Indigo                                   | 1994 |
| Shades Of Scarlett Conquering | Joni Mitchell                                   | The Hissing Of Summer Lawns                        | 1975 |
| Shadows and Light             | Joni Mitchell                                   | The Hissing Of Summer Lawns                        | 1975 |
| Shine                         | Joni Mitchell                                   | Shine                                              | 2007 |
| Shiny Toys                    | Joni Mitchell                                   | Dog Eat Dog                                        | 1985 |
| Sinner Man                    | Traditional                                     | –                                                  | –    |
| Sisotowbell Lane              | Joni Mitchell                                   | Song To A Seagull                                  | 1968 |
| Slouching Towards Bethlehem   | William Butler Yeats                            | Night Ride Home                                    | 1991 |
| Smokin' (Empty, Try Another)  | Joni Mitchell                                   | Dog Eat Dog                                        | 1985 |
| Snakes And Ladders            | Joni Mitchell                                   | Chalk Mark In A Rain Storm                         | 1988 |
| Solid Love                    | Joni Mitchell                                   | Wild Things Run Fast                               | 1982 |
| Sometimes I'm Happy           | Clifford Grey / Irving Caesar / Vincent Youmans | Both Sides Now                                     | 2000 |
| Song For Sharon               | Joni Mitchell                                   | Hejira                                             | 1976 |
| Song To A Seagull             | Joni Mitchell                                   | Song To A Seagull                                  | 1968 |
| Songs To Aging Children Come  | Joni Mitchell                                   | Clouds                                             | 1969 |
| Stay In Touch                 | Joni Mitchell                                   | Taming The Tiger                                   | 1998 |
| Stormy Weather                | Harold Arlen / Ted Koehler                      | Both Sides Now                                     | 2000 |
| Strawflower Me                | Joni Mitchell                                   | Archives – Volume One: The Early Years (1963–1967) | 2020 |
| Strong And Wrong              | Joni Mitchell                                   | Shine                                              | 2007 |
| Sugar Mountain                | Neil Young                                      | Archives – Volume One: The Early Years (1963–1967) | 2020 |
| Summertime                    | George Gershwin                                 | At Newport                                         | 2023 |
| Sunny Sunday                  | Joni Mitchell                                   | Turbulent Indigo                                   | 1994 |
| Sunshine Raga                 | Joni Mitchell                                   | –                                                  | –    |
| Sweet Bird                    | Joni Mitchell                                   | The Hissing Of Summer Lawns                        | 1975 |
| Sweet Sucker Dance            | Joni Mitchell / Charles Mingus                  | Mingus                                             | 1979 |

### T
| Lied                                       | Autoren                          | Album                                                | Jahr |
| ------------------------------------------ | -------------------------------- | ---------------------------------------------------- | ---- |
| Talk To Me                                 | Joni Mitchell                    | Don Juan's Reckless Daughter                         | 1977 |
| Taming The Tiger                           | Joni Mitchell                    | Taming The Tiger                                     | 1998 |
| Tax Free                                   | Joni Mitchell                    | Dog Eat Dog                                          | 1985 |
| Tell Old Bill                              | Traditional                      | Archives – Volume One: The Early Years (1963–1967)   | 2020 |
| Ten Thousand Miles                         | Traditional                      | Archives – Volume One: The Early Years (1963–1967)   | 2020 |
| That Song About The Midway                 | Joni Mitchell                    | Clouds                                               | 1969 |
| The Arrangement                            | Joni Mitchell                    | Ladies Of The Canyon                                 | 1970 |
| The Beat Of Black Wings                    | Joni Mitchell                    | Chalk Mark In A Rain Storm                           | 1988 |
| The Boho Dance                             | Joni Mitchell                    | The Hissing Of Summer Lawns                          | 1975 |
| The Circle Game                            | Joni Mitchell                    | Ladies Of The Canyon                                 | 1970 |
| The Crazy Cries Of Love                    | Joni Mitchell                    | Taming The Tiger                                     | 1998 |
| The Dawntreader                            | Joni Mitchell                    | Song To A Seagull                                    | 1968 |
| The Dowie Dens of Yarrow                   | Traditional                      | Archives – Volume One: The Early Years (1963–1967)   | 2020 |
| The Dry Cleaner From Des Moines            | Joni Mitchell                    | Mingus                                               | 1979 |
| The Fiddle And The Drum                    | Joni Mitchell                    | Clouds                                               | 1969 |
| The Gallery                                | Joni Mitchell                    | Clouds                                               | 1969 |
| The Gift of the Magi                       | Joni Mitchell                    | Archives – Volume One: The Early Years (1963–1967)   | 2020 |
| The Hissing Of Summer Lawns                | Joni Mitchell                    | The Hissing Of Summer Lawns                          | 1975 |
| The Jungle Line                            | Joni Mitchell                    | The Hissing Of Summer Lawns                          | 1975 |
| The Last Time I Saw Richard                | Joni Mitchell                    | Blue                                                 | 1971 |
| The London Bridge Song                     | Joni Mitchell                    | –                                                    | –    |
| The Long Black Rifle                       | Lawrence Coleman / Norman Gimbel | Archives – Volume One: The Early Years (1963–1967)   | 2020 |
| The Magdalene Laundries                    | Joni Mitchell                    | Turbulent Indigo                                     | 1994 |
| The Only Joy In Town                       | Joni Mitchell                    | Night Ride Home                                      | 1991 |
| The Pirate Of Penance                      | Joni Mitchell                    | Song To A Seagull                                    | 1968 |
| The Priest                                 | Joni Mitchell                    | Ladies Of The Canyon                                 | 1970 |
| The Reoccurring Dream                      | Joni Mitchell                    | Chalk Mark In A Rain Storm                           | 1988 |
| The Silky Veils Of Ardor                   | Joni Mitchell                    | Don Juan's Reckless Daughter                         | 1977 |
| The Sire Of Sorrow (Job's Sad Song)        | Joni Mitchell                    | Turbulent Indigo                                     | 1994 |
| The Student Song                           | Joni Mitchell                    | Archives – Volume One: The Early Years (1963–1967)   | 2020 |
| The Tea Leaf Prophecy (Lay Down Your Arms) | Joni Mitchell                    | Chalk Mark In A Rain Storm                           | 1988 |
| The Tenth World                            | Joni Mitchell                    | Don Juan's Reckless Daughter                         | 1977 |
| The Three Great Stimulants                 | Joni Mitchell                    | Dog Eat Dog                                          | 1985 |
| The Way It Is                              | The Way It Is                    | Archives – Volume Two: The Reprise Years (1968–1971) | 2021 |
| The Windfall (Everything For Nothing)      | Joni Mitchell                    | Night Ride Home                                      | 1991 |
| The Wizard of Is                           | Joni Mitchell                    | –                                                    | –    |
| The Wolf That Lives In Lindsey             | Joni Mitchell                    | Mingus                                               | 1979 |
| This Flight Tonight                        | Joni Mitchell                    | Blue                                                 | 1971 |
| This Place                                 | Joni Mitchell                    | Shine                                                | 2007 |
| Tiger Bones                                | Joni Mitchell                    | Taming The Tiger                                     | 1998 |
| Tin Angel                                  | Joni Mitchell                    | Clouds                                               | 1969 |
| Trouble Child                              | Joni Mitchell                    | Court And Spark                                      | 1974 |
| Turbulent Indigo                           | Joni Mitchell                    | Turbulent Indigo                                     | 1994 |
| Twisted                                    | Annie Ross / Wardell Gray        | Court And Spark                                      | 1974 |
| Two Grey Rooms                             | Joni Mitchell                    | Night Ride Home                                      | 1991 |

### U
| Lied                       | Autoren              | Album                | Jahr |
| -------------------------- | -------------------- | -------------------- | ---- |
| Un Canadian Errant         | Antoine Gérin-Lajoie | –                    | –    |
| Underneath The Streetlight | Joni Mitchell        | Wild Things Run Fast | 1982 |
| Urge For Going             | Joni Mitchell        | Hits                 | 1996 |

### V
| Lied        | Autoren     | Album | Jahr |
| ----------- | ----------- | ----- | ---- |
| Virgin Mary | Traditional | –     | –    |

### W
| Lied                       | Autoren                   | Album                                              | Jahr |
| -------------------------- | ------------------------- | -------------------------------------------------- | ---- |
| What Will You Give Me      | Joni Mitchell             | Archives – Volume One: The Early Years (1963–1967) | 2020 |
| What's the Story, Mr. Blue | Joni Mitchell             | Archives – Volume One: The Early Years (1963–1967) | 2020 |
| Who Has Seen The Wind      | Joni Mitchell             | –                                                  | –    |
| Why Do Fools Fall In Love  | Frank Lymon / Morris Levy | Shadows And Light                                  | 1980 |
| Wild Things Run Fast       | Joni Mitchell             | Wild Things Run Fast                               | 1982 |
| Willy                      | Joni Mitchell             | Ladies Of The Canyon                               | 1970 |
| Winter Lady                | Joni Mitchell             | Archives – Volume One: The Early Years (1963–1967) | 2020 |
| Woman Of Heart And Mind    | Joni Mitchell             | For The Roses                                      | 1972 |
| Woodstock                  | Joni Mitchell             | Ladies Of The Canyon                               | 1970 |

### Y
| Lied                               | Autoren                      | Album                | Jahr |
| ---------------------------------- | ---------------------------- | -------------------- | ---- |
| You Dream Flat Tires               | Joni Mitchell                | Wild Things Run Fast | 1982 |
| You Turn Me On, I'm a Radio        | Joni Mitchell                | For The Roses        | 1972 |
| You're My Thrill                   | Sidney Clare / Jay Gorney    | Both Sides Now       | 2000 |
| You're So Square Baby I Don't Care | Jerry Leiber / Mike Stoller  | Wild Things Run Fast | 1982 |
| You've Changed                     | Bill Carey / Carl Fischer    | Both Sides Now       | 2000 |
| Yvette In English                  | Joni Mitchell / David Crosby | Turbulent Indigo     | 1994 |